# Гроув Сити (Минесота)
Гроув Сити (енгл. Grove City) град је у америчкој савезној држави Минесота.

## Демографија
По попису из 2010. године број становника је 635, што је 27 (4,4%) становника више него 2000. године.
| Група             | 2000.       | 2010.       |
| Белци             | 588 (96,7%) | 603 (95,0%) |
| Афроамериканци    | 0 (0,0%)    | 6 (0,9%)    |
| Азијати           | 2 (0,3%)    | 2 (0,3%)    |
| Хиспаноамериканци | 18 (3,0%)   | 18 (2,8%)   |
| Укупно            | 608         | 635         |